# Mesorregión del Centro-Sur Mato-Grossense
La mesorregión del Centro-Sur Mato-Grossense es una de las cinco mesorregiones del estado brasilero de Mato Grosso. Está formada por la unión de diecisiete municipios agrupados en cuatro microrregiones.

## Microrregiones
- Alto Pantanal
- Alto Paraguay
- Cuiabá
- Rosário Oeste

- Datos: Q2406810